# Гаргано
Гарга́но (итал. Promontorio del Gargano, также Monte Gargano) — полуостров («шпора итальянского сапога») и изолированный горный массив в юго-восточной части Италии, в провинции Фоджа области Апулия, вдающийся в Адриатическое море.

## География

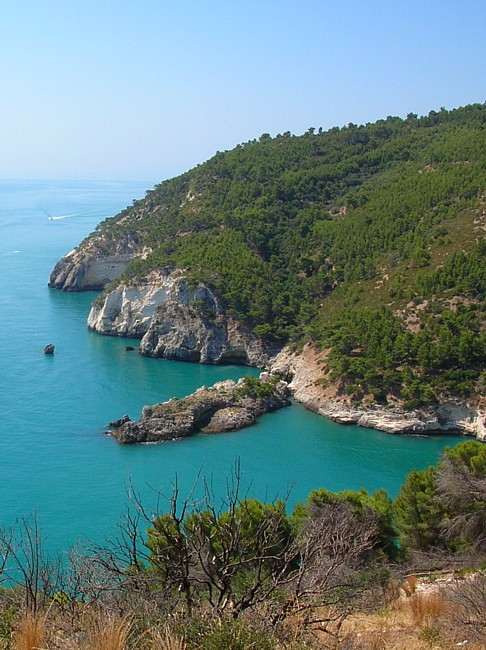

Находясь на полуострове, массив с трёх сторон окружен Адриатическим морем. Берега слабо расчленены. На юго-востоке склоны круто обрываются в залив Манфредония. У южного подножия находится город Манфредония. Северные и восточные склоны более пологи, между подножием массива и морем находятся крупные лагуны Лезина и Варано. На юго-западе массив отделён от Апеннинских гор плодородной равниной Таволиере, по которой протекает река Канделаро.
Сложен мезозойскими доломитами и известняками. Высшей точкой массива является гора Монте-Кальво высотой 1055 м над уровнем моря. Развит карст, в результате чего обширные пространства лишены растительности. До высоты 500—700 м — вечнозелёные дубовые и сосновые леса, маквис, виноградники, сады. Выше — сосновые и листопадные дубовые леса.
Большая часть массива с 1991 года охраняется государством в составе национального парка Гаргано (помимо территорий на полуострове, в него входят острова Тремити). Здесь находится Фореста-Умбра ("Лес-тень") — последний оставшийся в Италии массив естественного горного буково-дубового леса, некогда покрывавшего огромные пространства в Европе.
На Гаргано находятся месторождения бокситов.

## История
С позднего миоцена до начала плиоцена (12—4 миллиона лет назад) уровень моря был выше нынешнего, и массив образовывал отдельный остров с эндемичной фауной, подверженной, в частности, островному гигантизму. С тех пор сохранились многочисленные ископаемые остатки этих животных.
В древности был известен как Гарган (др.-греч. Γάργανον, лат. Garganus). Лесные массивы Гаргано упомянуты у Горация (Ода II, ix).
В 72 году до н. э. на этом горном массиве произошла одна из важных битв восстания Спартака — битва у горы Гарган. В ходе битвы отряд Крикса был разбит, а сам Крикс погиб.

## Достопримечательности
Туристов в область Гаргано влечёт высеченная в скалистом гроте паломническая святыня Михаила Архангела в местечке Монте-Сант-Анджело, в 7 км от залива Манфредония. По преданию, Михаил Архангел являлся здесь верующим три года подряд — с 490 по 493 г. В Средние века толпы паломников пересекали всю Европу от Мон-Сен-Мишель в Нормандии, чтобы поклониться св. Михаилу на Гаргано.
Средневековая обитель и по сей день хранит в себе многочисленные приношения и следы народной набожности. Норманнский замок рядом с ней строился для Райнульфа I и Роберта Гвискара.